# جزيرة المغامرة (لعبة فيديو)
جزيرة المغامرة (بالإنجليزية: Adventure Island)‏ هي لعبة فيديو تحريكها على شكل لعبة منصات، أنتجت بواسطة شركة هادسن سوفت اليابانية وتم إطلاقها في اليابان لأول مرة على نينتندو إنترتينمنت سيستم وإم إس إكس في 12 سبتمبر 1986، وبعد ذلك أطلقت في أمريكا الشمالية على نينتندو إنترتينمنت سيستم في سبتمبر 1988، وكانت شخصية اللعبة الرئيسية هي الولد العجيب التي إبتكرته سيغا، نجحت هذه اللعبة في كسب العديد من المعجبين لها، لذا تم إطلاق نسخ وأجزاء كثيرة من هذه اللعبة في السنوات اللاحقة، اسم الشخصية الرئيسية للعبة هو مستر هيجينس أو السيد هيجينس، أما في اليابان فأسمه السيد تاكاشي.

## القصة
يتحكم اللاعب بالسيد هيغنز، وهو الشاب الذي غامر في جزيرة المغامرات في جنوب المحيط الهادئ بعد سماع أن الطبيب الساحر الشرير خطف الأميرة ليلاني. ولإنقاذها، يجب على هيغنز البقاء على قيد الحياة في سلسلة من 32 مرحلة من اللعبة. هناك ثمانية عوالم تسمى «المناطق»، التي تنقسم إلى أربع مراحل أو «طلقة» لكل منهما، والتي تنقسم إلى أربع نقاط التفتيش. عندما يصل لاعب في الجولة الرابعة من كل منطقة، لا بد له من مواجهة رئيسية في نهاية الاستمرار في المنطقة القادمة. اكتمال اللعبة عندما ينقذ اللاعب الفتاة بعد فوزه على شكل الثامن والأخير من الساحر الشر.

## الإستقبال
تلقت لعبة جزيرة المغامرة لردود فعل متباينة من النقاد وأغلبها إيجابية. منحت جيم سبوت اللعبة 6.5 من أصل 10، واصفا إياه بأنه «منهاج يسير بخطى سريعة، مما يشكل تحديا». في المرتبة GamesRadar ذلك 23rd أفضل لعبة NES من أي وقت مضى. وأشاد الموظفين أنه لكون تحديها يأتي من تصميم مستوى الجودة والنوعية وليس منخفضة.

## معرض الصور

شخصية الفتى أثناء اللعبة

## وصلات خارجية
- http://www.m7flashgames.com/play-3542.html